# Tokyo International Forum
Das Tokyo International Forum (engl.; japanisch 東京国際フォーラム, Tōkyō Kokusai Fōramu) ist ein Mehrzweckgebäude in der japanischen Hauptstadt Tokio nahe dem Bahnhof Yūrakuchō.
Das Tokyo International Forum wurde im Stadtteil Marunouchi des Bezirks Chiyoda (engl. „Chiyoda City“) der Präfektur Tokio (engl. „Tokyo Metropolis“) auf dem Gelände des vorherigen Tōkyō tochōsha (東京都庁舎 deutsch ‚Gebäude der Präfekturverwaltung Tokio‘, englisch Tokyo Metropolitan Government Building) errichtet, nachdem dieses 1991 in einen Neubaukomplex nach Nishi-Shinjuku in Shinjuku City verlegt wurde.
Die Wettkampfstätte wird für die olympischen und paralympischen Wettbewerbe im Gewichtheben 2020 genutzt.

## Einrichtung
Eine der Hallen des Forums bietet Platz für 5000 Personen. Neben sieben anderen Hallen umfasst das Forum Ausstellungsflächen, eine Lobby sowie Restaurants und Geschäfte. Entworfen wurde es vom Architekten Rafael Viñoly und im Jahr 1996 fertiggestellt. Die Decke ist aus Glas und verfügt über steile Rundungen im Stahlfachwerkstil. Die Außenseite des Gebäudes hat die Form eines langen Bootes.
Die Adresse befindet sich zwischen dem Bahnhof Tokio und dem Bahnhof Yūrakuchō.

Bronzeskulptur von Ōta Dōkan im Tokyo International Forum

Im ersten Stock befindet sich in Richtung des Kaiserpalastes eine Bronzeskulptur von Ōta Dōkan.

## Veranstaltungen
- 7. Dezember 1999: Auslosung der Vorrundengruppe der Fußball-Weltmeisterschaft 2002
- Seit 2005: La Folle Journée
- 2011: Kongress der Union Internationale des Architectes
- 2012: Meetings der Weltbank und des Internationalen Währungsfonds
- 2014: Kongress der International Bar Association
- 2015: Konzert von Ariana Grande im Rahmen ihrer The Honeymoon Tour
- 2016: Konzert von Selena Gomez, im Rahmen ihrer Revival Tour
- 2016: Konzert von Michael Schenker
- 2017: Konzert von Park Bo-gum
- 2017: Konzert von Shawn Mendes im Rahmen seiner Illuminate World Tour
- 2020: Wettkämpfe im Gewichtheben bei den Olympischen Sommerspielen 2020